# アメリカンメディカルインスティチュート
アメリカンメディカルインスティチュート(American Medical Institute)は、アメリカ・カリフォルニア州ロサンゼルスにある、アメリカの看護師試験 NCLEX-RN 合格を目的とする専門学校である。略称は AMI。
2009年11月30日に『日本人ナースはなぜアメリカで評価されるのか？-アメリカ看護師試験「NCLEX-RN」の合格者に学ぶ成功論』を出版。

## 沿革
- 2002　－　ロサンゼルス・トーランスに開設
- 2003　－　ロサンゼルス・ミッドウィルシャーエリアに移転
- 2009　－　現在の住所に移転

## 所在地
3435 Wilshire Blvd. Suite2530, Los Angeles CA 90010